# ヴァルラム4世 (リンブルフ公)
ヴァルラム4世（Walram IV, ? - 1279年10月14日）は、リンブルフ公（在位：1247年 - 1279年）。リンブルフ公ハインリヒ4世とイルムガルト・フォン・ベルクの次男。

## 生涯
ヴァルラム4世は空位時代の神聖ローマ帝国において政治的に重要な役割を果たした。この時期に、ヴァルラムはホーエンシュタウフェン家に対する支持をやめ、ドイツ王選挙においてホラント伯ウィレム2世を支持した。ヴァルラムはイングランド王ヘンリー3世の宮廷に大使として派遣され、ホラント伯ウィレム2世の死後、ヴァルラムはローマ王選挙においてコーンウォール伯リチャードを支持した。さらに、ヴァルラムは1272年にボヘミア王オタカル2世、のちルドルフ・フォン・ハプスブルクにローマ王位につくことを提案した貴族の一人であった。
1252年、ヴァルラムはフランドル継承戦争に介入し、エノー伯ジャン2世側について戦った。1258年以降、ヴァルラムはブラバント公ジャン1世と対立したが、終結後は60年間ブラバン公と良好な関係が継続した。また、ケルン市民と対立していたケルン大司教の問題にも介入した。
1279年のヴァルラムの死後、リンブルフ継承戦争が勃発した。

## 結婚と子女
最初に、クレーフェ伯ディートリヒ4世の娘ユーディトと結婚し、1女をもうけた。
- イルムガルト（1283年没） - リンブルフ女公。ゲルデルン公ライナルト1世と結婚[2][3]。

ユーディトの死後の1278年に、ブランデンブルク辺境伯オットー3世とベアトリクス・フォン・ベーメン（ボジェナ・チェスカー）の娘クニグンデと再婚した。ケルン大司教ジークフリート・フォン・ヴェスターブルクによると、2人の間に子供はいなかったという。